# Mateo Albéniz
Pour les articles homonymes, voir Albeniz.
Mateo Antonio Pérez de Albéniz (né à Logroño le 21 novembre 1755 - mort le 23 juin 1831 à Saint-Sébastien) est un prêtre et un compositeur espagnol.

## Biographie
Mateo Albéniz a travaillé la plus grande partie de sa vie comme maître de chapelle à San Sebastián. Il est le père de Pedro Albéniz également musicien.

## Œuvres
Mateo Albéniz écrivit principalement pour le clavecin et le piano-forte. Son œuvre la plus célèbre n’est pas une de ses nombreuses compositions pour l’église, mais plutôt sa Sonata en Re mayor que Joaquín Nin inclut dans les deux volumes qu’il publie en 1925 et 1928 avec 33 sonatas et morceaux d’anciens compositeurs espagnols. La pianiste espagnole Alicia de Larrocha en propose une interprétation de référence en 1975.